# Пољеница
Пољеница,  пољаница,  паљеница, паљаница (рус. Полени́ца, поляни́ца, паленица, паляница) је жена-ратница у руском фолклору, жена- витез.

## Карактеристике
У руским биљинама, пољеница је жена-ратница. Није се разликовала од људи витезова у биткама. Да би испросио њену руку, будући муж је морао да је победи у дуелу, што је понекад било веома тешко. (Настасја Корољевична је будућем мужу Дунаву избила око стрелом). Њихово једино занимање било је ратовање: јахале би по пољима и бориле се са мушким витезовима. Одликовале су се великом снагом и могле су се заменити за мушкарце. ( Василиса Микулишна у епу „ Ставр Годиновић “, Настасја Микулишна у епу „ Добрњина брак“). У епу о Дунаву Ивановичу Настасја Корољевична „јаше дивље по бескрајном пољу“. 
Тако је Добриња, угледавши пред собом великог витеза, не знајући да је жена, ступио у бој, али је убрзо био поражен. Настасја Микулишна је „ухватила Добрињу за жуте локне, стргла га са седла и бацила на земљу”. Онда је помислио и запитао се када га је бацила на земљу. Онда одлучује: ако ми се допадне витез – узећу га за мужа, ако ми се не свиђа – одсећу му главу. Подиже Добрињу, допао јој се и узела га је за мужа. У описима празника кнеза Владимира често се помињу поњанице, заједно са осталом дружином кнеза Владимира.

### Корени
О овим женама ратницама које се помињу у руским причама и еповима пише Борис Рибаков, а његово мишљење је да су то предтатарске степске жене скитско-сарматског порекла.  Ово такође може бити доказ о контактима између кијевских војника и аланских или бугарских степских војника. 
Дмитриј Балашов  је такође сматрао да пољенице подсећају на степске јахаче сарматских ратника: који су обично били добри јахачи и искусни стрелци. По овоме, ови епови описују победу Словена над Сарматима: Дунав и Добриња у витешком двобоју побеђују поља и преузимају власт мужа над женом. У прилог њиховом степском пореклу говори и чињеница да је река Њепра ( Дњепар, који је граничио са степом) настала од Настјине крви коју је убио Дунав. Осим тога, познато је да су Сармати имали веома снажно сећање на матријархат, па није необично да им се у сећању сачува лик жене ратнице.  У свадбеним сценаријима пољеница са витезовима, по његовом мишљењу, „можемо видети сусрет Словена са Сарматима, што је још раније приметио Тацит .
Балашов даље пише: „Ово су степске ратнице коњаници и после битке са витезовима оне би постале њихове жене. Мало је вероватно да су њихови корени били словенског порекла, јер томе противречи чињеница њихове упорне и непрестане борбе против руских витезова, иако је име ових жена-ратница (пољенице) словенског порекла. Као што видимо, мора се признати да су ове жене – равнице, сарматске ратнице – коњаници, а присуство ове словенске речи значи да се идеја о пољеницама утемељена у епским делима на руском језику пре турске речи „богатир“, име жене ратнице није нестало, иако се више није користило“. 
Савремени истраживачи пишу о сличности поља са женама ратницама у турским еповима: У епским делима много је ликова храбрих жена коњаника, које су владале мачевима и искуством у лову. Такве хероине се појављују у еповима киргишког дестана „ Џангил Мирза “, ујгурског – „ Њозјугум “, башкирског дестана „ Заја Тулек “, киргиског епа „ Манас “, алтајског и хакаског дестана „ Алтин Ариг “, а такође и у азербејџанском епу о „ Кјор-огли “. Претпоставља се да су хероине пољенице дошле у словенски фолклор као резултат контаката са турским народима. Турски ратници се помињу у татарским еповима " Иља-Муромец и Калин цар ".  Двобој младе и младожења је често био део свадбене церемоније у средњем веку, али без фаталног исхода.

## Листа
- Кћери витеза Микуле Сељаниновића:
  - Василиса Микулишна - жена Ставра Годиновића . На гозби код кнеза Владимира, она га спасава прерушеног у мушку одећу.
  - Настасја Микулишна - супруга Добриње Никитича . Удаје се за њега после двобоја; такође после његовог дугог одсуства, када јој кнез Владимир забрани да се уда за Аљошу Поповића, препознаје свог прерушеног мужа
- Настасја Корољевићна, Њепра - ћерка краља Данила Манојловића, жена Дунава Ивановића . Удаје се за њега после двобоја; затим умире од његове руке током такмичења у стрелама, Дунав је убијен након њене смрти.
- Жене Иље Муромца:
  - Златигорка, Лата-горка, Латингорка [10] Латин-горка, [11] Мамаишна, Латин-горка, [12] мајка витеза Сокољнке од Иље Муромца, који улази у двобој са оцем. У епу Камски покољ Латингорка побеђује Добрињу Никитича и над њим врши насилни чин сексуалне природе, што изазива подсмех Иље Муромца, а Добрињу наводи на самоубиство. [11]
  - Безимена њива, ћерка Иље Муромца, која жели да га убије јер је обешчастио њену мајку и умро од њене руке („Иља Муромец и његова ћерка“; постоји варијанта на ову тему о сину).
  - Савишна - жена Иље Муромеца, прерушена у његово витешко одело, спасава Кијев од Тугарина .
- Марја Моревна - степска краљица-ратница.
- Безимена пољеница из епа „Три путовања Иље Муромца” хтела је да га превари.
- Дарја Псовскаја - легендарни витез Ксовскаја, убијен у борби са литванском војском. [13]
- У причи Афанасјева (№ 173) „помиње се девица, из чијих руку и ногу тече вода: ко пије ту воду, постаје тридесет година млађи“.
- Туркиња, владарка звери и вођа женске војске, повезана са градом Китежом и језером Свјетлојар.

Помињу се и чаробњаци, али који немају војно достојанство:
- Магијским способностима влада Марина Игњатјевна , вештица из епа „Добриња и Марина“.
- Марја Лабуд Бијела, Авдотја Лиховиднова,  влада магијским способностима (вукодлак), супруга Михајла Потика.[14]